# Pierre Suard
Pour les articles homonymes, voir Suard.
Pierre Suard, né le 9 novembre 1934 à  Lons-le-Saunier, est un ingénieur, haut fonctionnaire français, dirigeant de sociétés nationales. Ancien élève de l'École polytechnique (X54) et de l'ENPC.

## Carrière
Polytechnicien et membre du corps des ponts et chaussées, Pierre Suard fait un début dans l'administration. Il travaille au service des Affaires économiques au ministère des Travaux publics de 1960 à 1963 ; il est ingénieur en chef puis directeur de l’exploitation de l’Aéroport de Paris (1963-1967); puis chargé de mission au cabinet du ministre de l’Économie et des Finances, Michel Debré (1967-1968).
Il entre en 1973 à la Compagnie générale d'électricité. Après avoir été PDG de la filiale Les Câbles de Lyon qu'il porta en trois années de la 5e à la 1re place mondiale. En 1986, il est nommé PDG du groupe par le ministre de l'Économie, des Finances et de la Privatisation Édouard Balladur pour privatiser la CGE, qui devient en 1991 Alcatel-Alsthom puis en 1998 Alcatel. Il succède à Georges Pébereau et crée Alcatel NV. 
C'est sous son impulsion que seront développés les premiers centraux téléphoniques numériques, que l'activité des câbles de fibres optiques sera développée et que les filiales européennes d'ITT dans les télécommunications seront rachetées en 1988. Le groupe Alcatel NV devient n° 2 mondial des équipementiers de télécommunications. Il aura transformé une compagnie française, surtout renommée pour ses bonnes relations avec l'administration, en une société internationale en suivant une logique industrielle.
En 1993, il obtient le contrat du TGV en Corée, s'impose comme numéro un mondial du câble et des télécoms et s'intéresse aux médias, en contrôlant notamment Le Point et L'Express.
De 1986 à 1993, Alcatel Alsthom a doublé son chiffre d'affaires et multiplié par sept son bénéfice net. C'était le premier groupe industriel français, qui employait plus de 200 000 personnes, leader mondial dans ses principales activités (télécoms, matériels électriques, ferroviaires). Le groupe Alcatel-Alsthom a réalisé en 1994 un chiffre d'affaires hors taxes de 167,66 milliards de francs.  Le chiffre d'affaires de l'activité de télécommunications constitue près de 45 % du chiffre d'affaires du groupe, la déréglementation dans le secteur des télécommunications introduit une nouvelle compétition dans le secteur. Le groupe fait face à recul de son bénéfice à 3,6 milliards de francs,,

## Poursuites judiciaires

### Abus de biens sociaux
Le 4 juillet 1994, Jean-Marie d'Huy, juge d'instruction auprès du Tribunal de grande instance d'Évry, met Pierre Suard en examen  pour un potentiel "abus de biens sociaux" pour avoir, craignant d'être pris pour cible par les terroristes d'Action directe, fait installer par des filiales de construction de son groupe pour 3 millions de francs de systèmes de sécurité dans ses logements successifs.

### Surfacturation au détriment de France Télécom
Le 10 mars 1995, sur les accusations de Denis Gazeau, ancien cadre d’Alcatel licencié pour « incompétence », le juge le met en examen pour  « recel d’escroquerie » dans une affaire de « surfacturation » d'Alcatel CIT pour un montant de 675 millions de francs, au détriment de France Télécom, son principal client.
Il le place sous contrôle judiciaire, ce qui lui interdit de continuer à diriger le groupe Alcatel-Alsthom. L'interdiction d'exercer la direction du groupe décidée par le juge fait immédiatement perdre à l'entreprise 4 % de sa valeur en Bourse : elle inflige donc à ses actionnaires une perte plus importante que les 3 millions des dépenses de sécurité (engagées à la demande du ministre de l'intérieur de 1986, à la suite de l'assassinat de George Besse et d'attentats contre d'autres dirigeants) objets des poursuites pour abus de biens sociaux dont le juge accuse le dirigeant.
Pierre Suard est obligé de quitter la direction du groupe. Serge Tchuruk lui succède en juin 1995,. Après un audit, Serge Tchuruk annonce les premières pertes de l'histoire d'Alcatel-Alsthom : 1,2 milliard de francs au premier semestre 1995, 12 milliards de francs de provisions pour charges de restructurations et la même somme pour des dépréciations d'actifs. Finalement, le groupe finit l'année avec un déficit de 25,6 milliards de francs. Pierre Suard l'accusera de l'avoir poussé vers la porte et d'avoir précipité la prise en compte de certaines provisions pour déconsidérer sa gestion, et obtenir par la suite  des résultats comptables artificiellement améliorés .

### Condamnation pour abus de biens sociaux
Le 6 mai 1997, Pierre Suard  est condamné pour abus de biens sociaux en première instance à trois ans de prison avec sursis et à deux millions de francs d’amende par le Tribunal correctionnel d'Évry.
En mars 1999, Pierre Suard est condamné en appel à deux ans de prison avec sursis et 300 000 Euros d'amende pour recel d'abus de biens sociaux. Il était reproché à M. Suard d'avoir fait financer, en 1992 et 1993, par des sociétés du groupe des travaux de sécurité pour un montant supérieur à 3 millions de francs à son domicile privé de Neuilly (Hauts-de-Seine) et en 1986, 1987 et 1988, à ses domiciles de Boulogne et de Menthon-Saint-Bernard (Haute-Savoie),,.

### Non-lieux
Fin mai 2006, il bénéficie d'un non-lieu devant le Tribunal d’Évry, sur des faits de surfacturations commis au préjudice France Télécom,,.

## Publications
Pierre Suard a publié  en février 2002 L'envol saboté d'Alcatel-Alsthom  aux  éditions France-Empire.
Pierre Suard a publié, en octobre 2009, En toute impunité, la scandaleuse destruction d’Alcatel Alsthom,  (ISBN 9782748044829), à la Société des Écrivains.